# Danshögarna

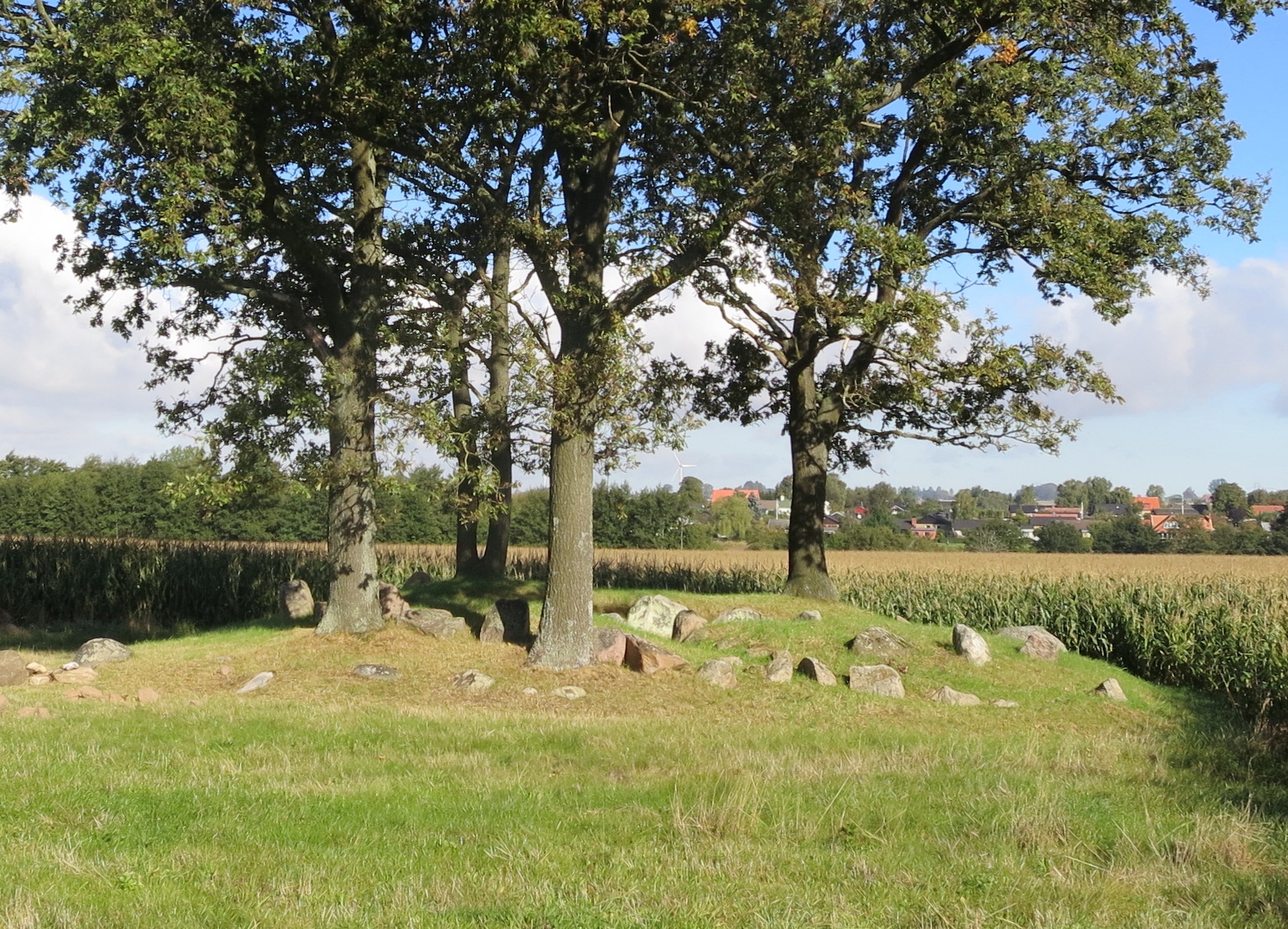
Danshögarna

Danshögarna eller Dans högar är ett fornlämningsområde i Västra Hoby socken i Lunds kommun i Skåne. Det ligger cirka 150 meter söder om Kävlingeån mellan Kävlinge och Västra Hoby kyrka. Där finns tre stenkammargravar från yngre stenåldern; två långdösar och en gånggrift. 
Gånggriften ligger i en 15 meter stor hög. Den rektangulära kammaren omges av 13 (ursprungligen 14) hällar och är 6,3 gånger 2,1 meter stor. Takhällarna togs bort omkring år 1850. Mot sydost leder en fem meter lång gång ut som omges av fem par sidohällar. Utmed högens kanter finns en stenkrets som består av 15 stenar.

## Bilder

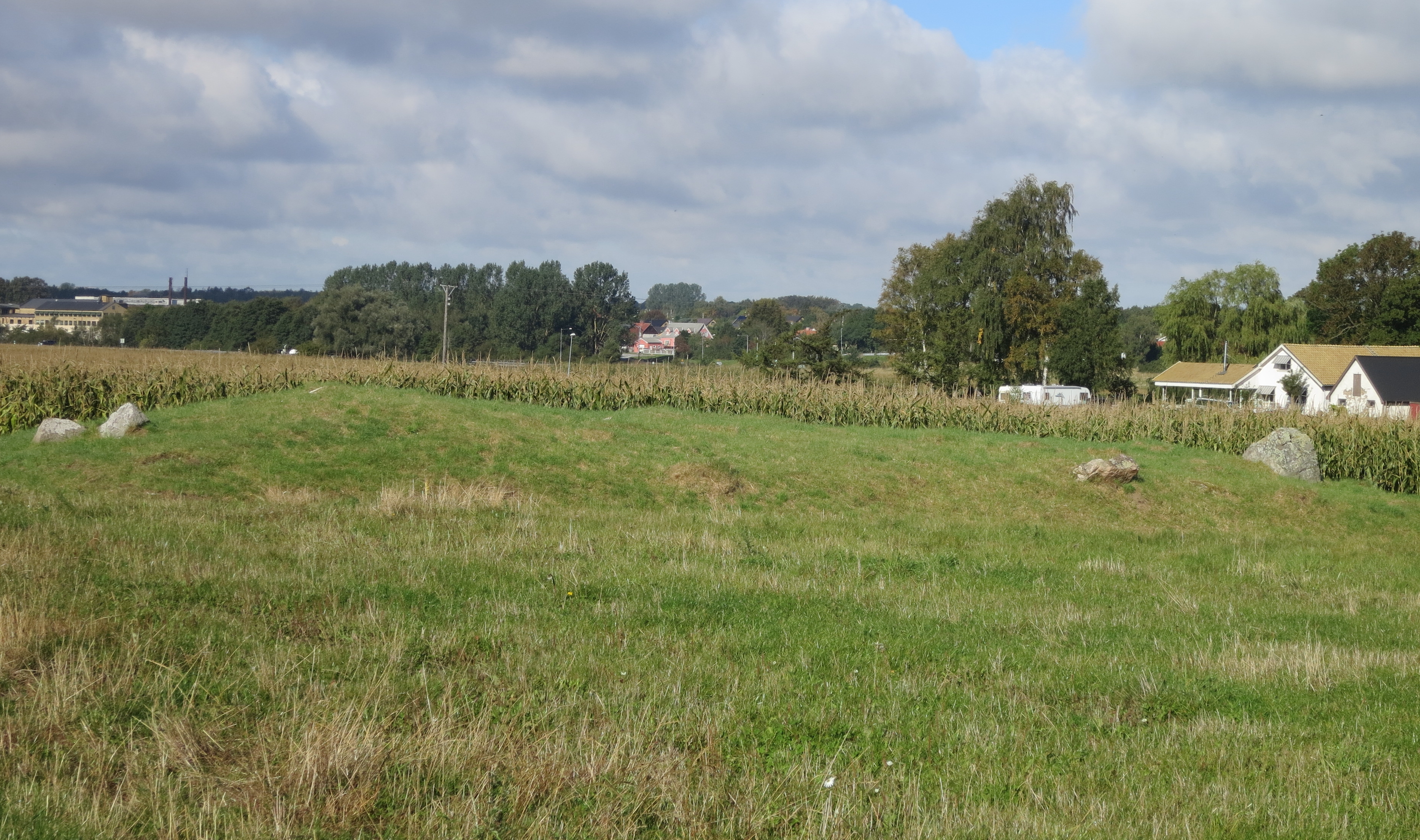
Västra Hoby 3:1
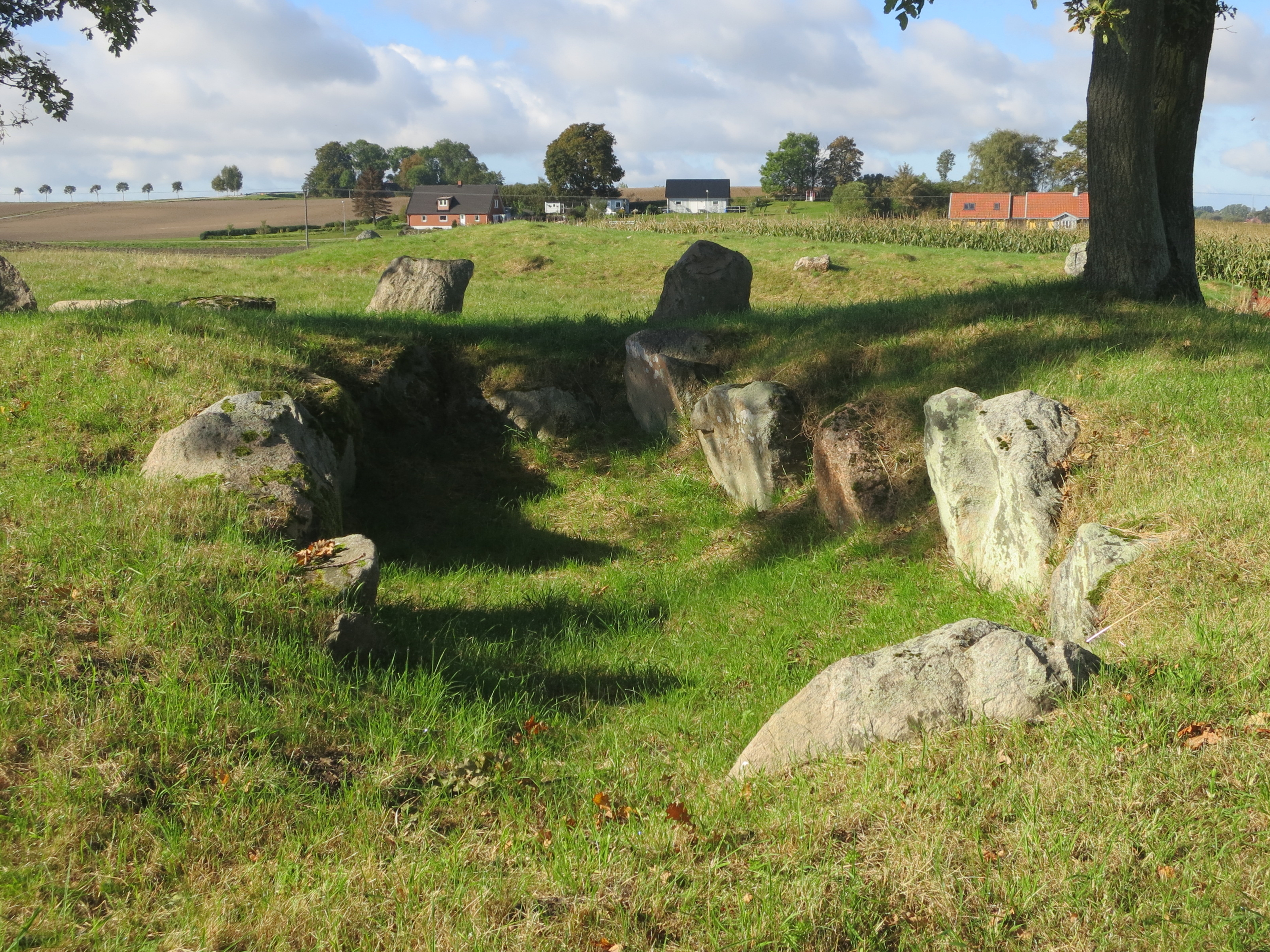
Västra Hoby 3:2
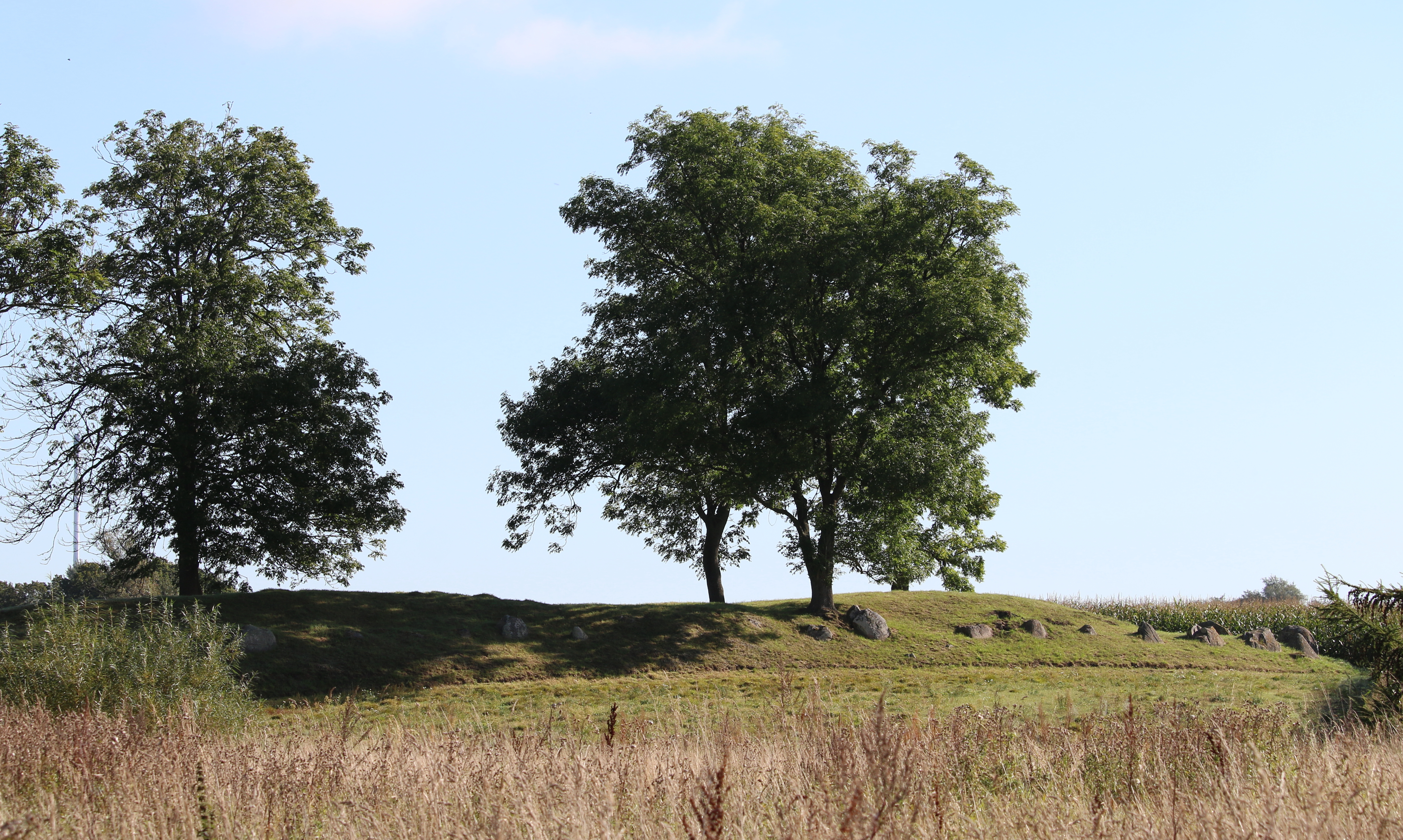
Västra Hoby 4:1